# Juan Sebastián Verón
Juan Sebastián Verón (sinh 9 tháng 3 năm 1975 tại La Plata) là một cầu thủ bóng đá người Argentina, chơi ở vị trí tiền vệ. Verón có quãng thời gian thành công nhất trong sự nghiệp với Parma và Lazio, những nơi mà anh giành được chức vô địch UEFA Cup (với Parma) và chức vô địch Serie A (với Lazio).
Năm 2004, anh được chọn vào danh sách FIFA 100 bởi Pelé. Verón có nickname là "La Brujita" (phù thủy nhỏ). Anh có cả hai quốc tịch Argentina và Ý.

## Sự nghiệp câu lạc bộ

### Estudiantes

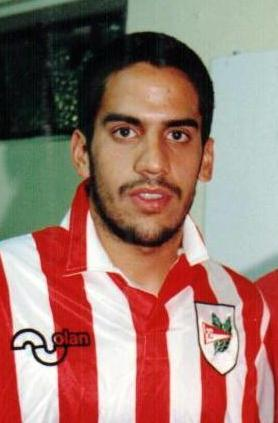
Verón với Estudiantes năm 1995

Năm 1993, Verón ký hợp đồng với Estudiantes de La Plata và vào năm 1995, giúp đội bóng này trở lại Primera División của Argentina . Năm 1996, anh gia nhập Boca Juniors , chơi 17 trận và ghi ba bàn, cùng với Diego Maradona . Anh ấy đã có trận ra mắt quốc tế cho Argentina trong trận đấu với Ba Lan trong cùng năm. Sven-Göran Eriksson đã ký hợp đồng với Sampdoria ngay sau đó.

### Chiến thắng của người Ý và tranh cãi về hộ chiếu
Năm 1998, sau khi chơi cho Argentina ở World Cup 1998 , anh ký hợp đồng với Parma với giá 15 triệu bảng. Năm sau, Parma giành Coppa Italia và UEFA Cup . Eriksson sau đó đã ký hợp đồng với anh ấy một lần nữa, lần này là cho Lazio trong một hợp đồng trị giá 18,1 triệu bảng, với Verón được cho là sẽ nhận được mức lương hàng tuần là 48.000 bảng. Anh có trận ra mắt đầu tiên cho Lazio trong chiến thắng 1–0 của đội bóng Ý trước Manchester United tại Siêu cúp châu Âu , tại Monaco . [ cần dẫn nguồn ]
Năm 2000, Verón là động lực cho Lazio khi họ giành Scudetto , Coppa Italia và Siêu cúp Italia , khi anh ghi 8 bàn.
Nhưng vào tháng 2 năm 2000, anh ta bị cảnh sát Ý điều tra vì có thể có hộ chiếu Ý giả để tránh hạn ngạch ngoài EU. Tuy nhiên, cáo buộc đã được FIGC xóa vào tháng 6 năm 2001, vì hộ chiếu của anh ta thực sự đã được cấp bởi các quan chức Ý, và anh ta tránh được lệnh cấm.  Tuy nhiên, một cuộc tranh cãi mới đã được phơi bày rằng Verón và người đại diện của anh ta có thể đã sử dụng các tài liệu giả được nộp cho chính phủ Ý để cáo buộc chính phủ rằng Verón là người gốc Ý và đã cấp cho anh ta một hộ chiếu Ý , trong đó có một người Ý, Giuseppe. Antonio Porcella là ông cố của Verón Ireneo Portela.  Manchester United thậm chí còn chèn một điều khoản vào tài liệu chuyển nhượng để có thể bị cấm. Vào tháng 7 năm 2002, anh ta được gọi đến trình diện trước công tố viên nhà nước của Ý để trả lời những cáo buộc rằng anh ta có hộ chiếu Ý một cách bất hợp pháp.  Elena Tedaldi, các đại lý đã giúp Verón để có được hộ chiếu, đã bị tù 15 tháng,  nhưng Verón và Sergio Cragnotti , cựu chủ tịch Lazio đã được tha bổng trong năm 2007.  Đó là bởi vì Verón cũng là người gốc Ý thông qua một ông bà cố khác, và chính Tedaldi là người đã sử dụng các tài liệu giả mạo.

### Sa sút ở Anh
Sau mùa giải 2000–01, anh chuyển từ Lazio đến Manchester United vào ngày 12 tháng 7 với mức phí 28,1 triệu bảng theo hợp đồng 5 năm, vụ chuyển nhượng đắt nhất bóng đá Anh vào thời điểm đó, đồng thời trở thành cầu thủ đầu tiên không thuộc UEFA. để phá kỷ lục chuyển nhượng của người Anh.  Khi ký hợp đồng với Manchester United, anh ấy đã nói rằng anh ấy không sợ Premier League .
Mùa giải đầu tiên của Verón tại Old Trafford khởi đầu tốt. Vào tháng 9 năm 2001, anh ấy đã ghi bàn vào lưới trong ba trong số bốn trận đấu của Manchester United, bao gồm một bàn thắng và một pha kiến tạo trong chiến thắng 5–3 trước Tottenham Hotspur, cuối cùng dẫn đến việc anh ấy được trao giải Cầu thủ xuất sắc nhất Premier League. tháng. Nhưng khi mùa giải trôi qua và sự mệt mỏi dần lắng xuống, màn trình diễn của anh ấy giảm sút. Anh ấy sẽ gặp khó khăn trong việc thích nghi với nhịp độ nhanh hơn không ngừng của Premier League, nơi anh ấy không được phép có cùng không gian và thời gian trên bóng.
Có rất nhiều áp lực đối với anh ấy khi bắt đầu mùa giải thứ hai tại Old Trafford và màn trình diễn của anh ấy đã được cải thiện đáng kể, đặc biệt là ở Champions League , nơi anh ấy xuất sắc do nhịp độ trận đấu chậm hơn, ghi bốn bàn và ở trung tâm của những thành công của United trong các vòng bảng.  Tuy nhiên, chấn thương có nghĩa là anh ấy đã bỏ lỡ phần lớn thời gian cuối mùa giải. Những câu hỏi về màn trình diễn của anh ấy đã khiến huấn luyện viên Sir Alex Ferguson hạ thấp giới truyền thông để ủng hộ Verón: "[Verón] là một cầu thủ tuyệt vời" là lời chia tay của anh ấy. "Và tất cả các người đều là những tên ngốc chết tiệt."  Tuy nhiên, người hâm mộ và các chuyên gia đều đồng ý rằng việc ký hợp đồng là một thất bại đắt giá. Verón sau đó đã bình luận rằng lý do cho vấn đề thể lực của anh ấy và vật lộn với chấn thương ở Manchester United là do chuyến tập huấn trước mùa giải mùa hè ở Anh ít căng thẳng hơn.
Khi Chelsea trả 15 triệu bảng cho anh ấy trong hai năm, sau sự xuất hiện của Roman Abramovich , Verón tuyên bố rằng anh ấy muốn ở lại và chiến đấu cho vị trí của mình tại Old Trafford, nhưng Ferguson sẵn sàng để Chelsea nói chuyện với anh ấy và cuối cùng anh ấy đã bị thuyết phục. bởi huấn luyện viên Chelsea lúc đó là Claudio Ranieri để chuyển đến Stamford Bridge . Phí chuyển nhượng của anh ấy tới Chelsea chỉ bằng một nửa so với mức phí chuyển nhượng kỷ lục của anh ấy chỉ hai năm trước đó.
Verón đã có một khởi đầu xuất sắc trong sự nghiệp Chelsea của mình khi ghi bàn mở tỷ số trong chiến thắng 2-1 trước Liverpool tại Anfield ,  nhưng anh ấy đã gặp phải các vấn đề chấn thương khi mùa giải 2003–04 tiến triển và chỉ có 15 lần ra sân cho Chelsea.
The Times đã liệt kê các vụ chuyển nhượng của Verón tới Manchester United và Chelsea trong số 50 vụ chuyển nhượng tồi tệ nhất từng có trong lịch sử Premier League.  Một số vụ chuyển nhượng số tiền lớn của anh ấy đã khiến Verón, vào thời điểm đó, trở thành cầu thủ bóng đá đắt giá nhất trong lịch sử, với tổng số tiền tích lũy là 77 triệu bảng.

### Trở lại Ý

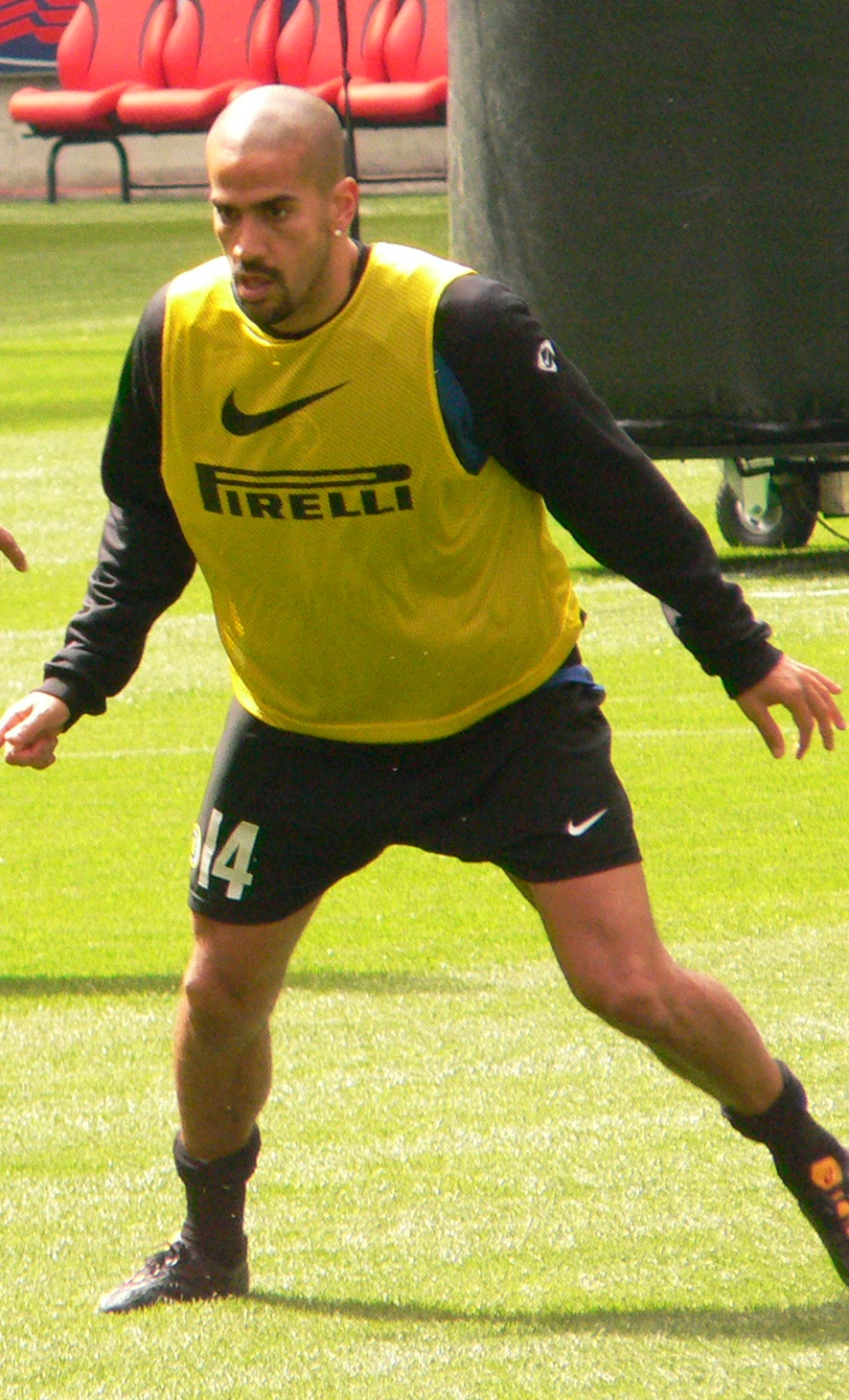
Verón tập luyện với Inter Milan năm 2005

Khi José Mourinho tiếp quản vị trí huấn luyện viên Chelsea vào mùa giải tiếp theo, Verón được cho Inter Milan mượn ban đầu cho mùa giải 2004–05 , nhưng sau đó anh trở lại Inter dưới dạng cho mượn thêm một mùa giải nữa. Với Inter, ông là một phần của đội hình giành Coppa Italia 2005 , 2006 Coppa Italia , và cũng theo mặc định 2006 Serie A tiêu đề sau khi Juventus bị tước bỏ chức danh đối với một vụ bê bối trận đấu ấn định .

### Trở về quê nhà
Vào giữa năm 2006, Verón cho biết rằng anh muốn trở lại quê hương Argentina trong mùa giải 2006–07. Anh ấy đã nhận được lời đề nghị từ Boca Juniors và River Plate , nhưng đã chọn câu lạc bộ thời thơ ấu của mình Estudiantes de La Plata , nơi anh ấy là một người hâm mộ tuyên bố và đã đóng góp đáng kể trong quá khứ để nâng cấp các cơ sở đào tạo của câu lạc bộ. Chelsea đồng ý cho Estudiantes mượn Verón trong một mùa giải, cho đến khi hết hợp đồng với câu lạc bộ Anh. Vào ngày 13 tháng 12 năm 2006, anh giúp Estudiantes vô địch giải Apertura 2006 , giải đấu đầu tiên sau 23 năm, trong trận chung kết play-off cuối cùng gặp Boca Juniors. Một số người hâm mộ đối thủ la ó anh ta, được cho là bắt nguồn từ màn trình diễn phụ của anh ta trong FIFA World Cup 2002, nhưng Verón được tờ báo thể thao Olé xếp vào danh sách ba cầu thủ xuất sắc nhất Giải VĐQG Argentina năm 2006 .
Sau khi đóng góp cho các sân tập của câu lạc bộ, Verón là nhân tố quyết định trong thỏa thuận với tòa thị chính La Plata để cập nhật sân vận động lịch sử của Estudiantes theo tiêu chuẩn hiện đại. Verón đã đích thân mời tổng thống Argentina lúc đó là Néstor Kirchner để bắt đầu các cuộc đàm phán, vốn đã bị đình trệ bởi thị trưởng La Plata, Julio Alak. Verón nói rằng anh ta có thể tranh cử chủ tịch Estudiantes trong tương lai.
Vào tháng 7 năm 2007, Kevin Payne , chủ tịch của câu lạc bộ Major League Soccer, DC United , đã gặp Verón ở Buenos Aires để thảo luận về một vụ chuyển nhượng có thể xảy ra, nhưng Verón quyết định ở lại Estudiantes.  Verón bị một chuỗi chấn thương nhẹ sau khi trở lại từ Copa América 2007 , và bỏ lỡ một số trận đấu quan trọng trong mùa giải 2007–08. Đầu năm 2008, một số cá nhân bóng đá đã chọn Verón là cầu thủ xuất sắc nhất ở giải VĐQG Argentina.

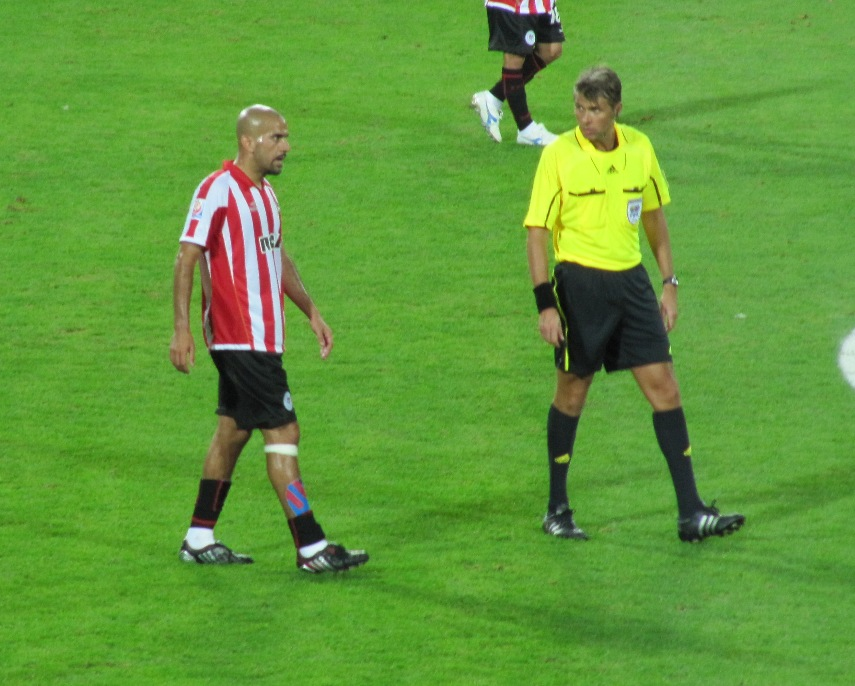
Verón (trái) và trọng tài Roberto Rosetti tại FIFA Club World Cup 2009

Thể lực của Veron được cải thiện trong mùa giải 2008–09, trong đó Estudiantes lọt vào trận chung kết Copa Sudamericana và giành được một suất tham dự Copa Libertadores 2009 . Năm 2009, anh chơi ở Copa Libertadores lần thứ hai, chứng kiến Estudiantes bị loại ở vòng 16 đội vào năm trước bởi nhà vô địch Liga de Quito . Sau khi thể hiện mức độ chơi xuất sắc thường thấy của mình trong suốt giải đấu, anh ấy đã thấy mình dẫn dắt Estudiantes vào trận chung kếtLần đầu tiên kể từ năm 1971. Copa Libertadores từ lâu đã trở thành một cuộc thi đặc biệt đối với Estudiantes và người hâm mộ, kể từ khi đội bóng này giành được ba danh hiệu liên tiếp từ năm 1968 đến năm 1970 với cha của Verón đóng vai trò chủ chốt bên hành lang cánh trái. Verón chắc chắn chia sẻ mối lương duyên này với danh hiệu cao quý nhất lục địa Mỹ, bằng chứng là anh đã tuyên bố trước trận chung kết: "Tôi sẽ đánh đổi tất cả những gì mình giành được để có được danh hiệu này".  Giấc mơ của anh ấy đã thành hiện thực khi Estudiantes giành chiến thắng trong trận chung kết, sau tổng tỷ số 2-1. Một trận hòa 0-0 tại La Plata và một chiến thắng 2-1 đầy ấn tượng trên sân khách trong trận đấu Belo Horizonte với Brazil 's Cruzeiro kín el Pincha của chiến thắng.  Verón được du khách chọn đến fifa.com với tư cách là cầu thủ xuất sắc nhất Copa Libertadores 2009.
Verón đã hai lần được bầu chọn là Cầu thủ bóng đá Nam Mỹ của năm (2008 và 2009) bởi tờ báo El País của Uruguay , một danh hiệu được trích dẫn trên toàn thế giới.

### Trở lại sau khi nghỉ hưu
Vào tháng 12 năm 2016, Verón trở lại bóng đá chuyên nghiệp, ký hợp đồng 18 tháng để chơi cho Estudiantes ở Copa Libertadores 2017 . Verón đã thề sẽ trở lại nếu người hâm mộ mua 65% số hộp tại sân vận động mới của câu lạc bộ, và thực hiện lời hứa đó bằng cách ký hợp đồng 18 tháng; anh ấy sẽ được trả một mức lương tối thiểu và sẽ trực tiếp trở lại câu lạc bộ để thực hiện các hoạt động hàng ngày.  Anh ra sân lần đầu tiên cho câu lạc bộ kể từ khi giải nghệ trong chiến thắng 1–0 giao hữu trước Bahia ở Florida Cup , ở Orlando, vào ngày 15 tháng 1 năm 2017, chơi hiệp một, trước khi bị thay ra.

## Sự nghiệp quốc tế
Verón được triệu tập cho FIFA World Cup 1998 tại Pháp, nơi Argentina bị loại bởi Hà Lan ở tứ kết sau thất bại 2-1; Trong trận đấu, Veron đã kiến tạo cho Claudio López .  Một tin đồn (chưa bao giờ được xác nhận) rằng Verón đã thất bại trong cuộc kiểm tra doping nội bộ, và những cáo buộc về sự lười biếng đã cản trở mối quan hệ của anh ấy với giới truyền thông và người hâm mộ. Anh ấy lại được triệu tập cho World Cup 2002 ở Hàn Quốc / Nhật Bản, nơi Verón được coi là cầu thủ quan trọng và là đội trưởng của đội thay cho Roberto Ayala bị chấn thương. Một số người hâm mộ cho rằng anh ấy phải chịu trách nhiệm cá nhân cho màn trình diễn tệ hại của Argentina, bao gồm cả trận thua Anh và bị loại từ vòng bảng.
Sau khi huấn luyện viên đội tuyển quốc gia lúc bấy giờ là José Pekerman loại anh khỏi đội hình dự World Cup 200 , người thay thế anh là Alfio Basile đã gọi Verón vào đội tuyển quốc gia vào tháng 2 năm 2007, dựa trên màn trình diễn của anh trong đội vô địch năm 2006 của Estudiantes. Verón là cầu thủ xuất phát trong đội Argentina lọt vào trận chung kết Copa América 2007. Do chấn thương và lịch trình bận rộn của Estudiantes, Verón không có mặt trong kế hoạch ngay lập tức của huấn luyện viên quốc gia Diego Maradona , nhưng được triệu tập vào đội tuyển Argentina với tư cách là người thay thế ở hiệp hai trong trận thắng 4–0 trước Venezuela vào ngày 28 tháng 3 năm 2009, trận đầu tiên của Maradona. trò chơi cạnh tranh phụ trách đội tuyển quốc gia. Anh ấy cũng chơi trong đội hình xuất phát trong khuôn khổ Vòng loại FIFA World Cup 2010 gặp Colombia vào ngày 6 tháng 6 năm 2009 và được huấn luyện viên Diego Maradona lựa chọn trong đội hình 23 cầu thủ cho vòng chung kết FIFA World Cup 2010 .
Verón bắt đầu trận đấu đầu tiên của Argentina với Nigeria, và kiến tạo cho Gabriel Heinze ghi bàn. Sau khi bỏ lỡ trận đấu với Hàn Quốc vì chấn thương, Verón đã trở lại đội hình xuất phát trong trận gặp Hy Lạp và chơi trọn vẹn 90 phút giúp Argentina giành chiến thắng 2–0. Anh vào sân thay cho Carlos Tévez ở phút 69 trong chiến thắng 3–1 của Argentina trước Mexico ở vòng 16, nhưng không có mặt trong trận thua Đức ở tứ kết .
Vào ngày 26 tháng 8 năm 2010, Verón từ giã sự nghiệp thi đấu quốc tế. Tuy nhiên, Verón lại xuất hiện cho Argentina trong Superclásico de las Américas 2011 , một trận đấu giao hữu 2 lượt không thuộc FIFA, giữa các cầu thủ nội địa của Argentina và Brazil .

## Thống kê sự nghiệp

### Club
| Club               | Season            | League             | League | League | Cup  | Cup   | Continental | Continental | Other | Other | Total | Total |
| Club               | Season            | Division           | Apps   | Goals  | Apps | Goals | Apps        | Goals       | Apps  | Goals | Apps  | Goals |
| ------------------ | ----------------- | ------------------ | ------ | ------ | ---- | ----- | ----------- | ----------- | ----- | ----- | ----- | ----- |
| Estudiantes        | 1993–94           | Primera División   | 7      | 0      | —    | —     | 1           | 0           | —     | —     | 8     | 0     |
| Estudiantes        | 1994–95           | Primera B Nacional | 38     | 5      | —    | —     | 3           | 1           | —     | —     | 41    | 6     |
| Estudiantes        | 1995–96           | Primera División   | 15     | 2      | —    | —     | 1           | 0           | —     | —     | 16    | 2     |
| Estudiantes        | Total             | Total              | 60     | 7      | 0    | 0     | 5           | 1           | 0     | 0     | 65    | 8     |
| Boca Juniors       | 1995–96           | Primera División   | 17     | 4      | —    | —     | 0           | 0           | —     | —     | 17    | 4     |
| Sampdoria          | 1996–97           | Serie A            | 32     | 5      | 2    | 0     | —           | —           | —     | —     | 34    | 5     |
| Sampdoria          | 1997–98           | Serie A            | 29     | 2      | 3    | 0     | 2           | 0           | —     | —     | 34    | 2     |
| Sampdoria          | Total             | Total              | 61     | 7      | 5    | 0     | 2           | 0           | 0     | 0     | 68    | 7     |
| Parma              | 1998–99           | Serie A            | 26     | 1      | 6    | 3     | 10          | 0           | —     | —     | 42    | 4     |
| Lazio              | 1999–2000         | Serie A            | 31     | 8      | 4    | 0     | 11          | 2           | 1     | 0     | 47    | 10    |
| Lazio              | 2000–01           | Serie A            | 22     | 3      | 2    | 0     | 7           | 1           | 1     | 0     | 32    | 4     |
| Lazio              | Total             | Total              | 53     | 11     | 6    | 0     | 18          | 3           | 2     | 0     | 79    | 14    |
| Manchester United  | 2001–02           | Premier League     | 26     | 5      | 1    | 0     | 13          | 0           | 0     | 0     | 40    | 5     |
| Manchester United  | 2002–03           | Premier League     | 25     | 2      | 1    | 0     | 11          | 4           | 5     | 0     | 42    | 6     |
| Manchester United  | Total             | Total              | 51     | 7      | 2    | 0     | 24          | 4           | 5     | 0     | 82    | 11    |
| Chelsea            | 2003–04           | Premier League     | 7      | 1      | 0    | 0     | 6           | 0           | 1     | 0     | 14    | 1     |
| Inter Milan (loan) | 2004–05           | Serie A            | 24     | 3      | 5    | 0     | 10          | 0           | —     | —     | 39    | 3     |
| Inter Milan (loan) | 2005–06           | Serie A            | 25     | 0      | 0    | 0     | 9           | 0           | 1     | 1     | 35    | 1     |
| Inter Milan (loan) | Total             | Total              | 49     | 3      | 5    | 0     | 19          | 0           | 1     | 1     | 74    | 4     |
| Estudiantes (loan) | 2006–07           | Primera División   | 30     | 2      | —    | —     | —           | —           | —     | —     | 30    | 2     |
| Estudiantes        | 2007–08           | Primera División   | 18     | 7      | —    | —     | 8           | 2           | —     | —     | 26    | 9     |
| Estudiantes        | 2008–09           | Primera División   | 18     | 3      | —    | —     | 24          | 2           | —     | —     | 42    | 5     |
| Estudiantes        | 2009–10           | Primera División   | 27     | 4      | —    | —     | 9           | 1           | 2     | 0     | 38    | 5     |
| Estudiantes        | 2010–11           | Primera División   | 24     | 2      | —    | —     | 6           | 0           | 2     | 0     | 32    | 2     |
| Estudiantes        | 2011–12           | Primera División   | 20     | 2      | —    | —     | 1           | 0           | —     | —     | 21    | 2     |
| Estudiantes        | 2013–14           | Primera División   | 22     | 0      | —    | —     | —           | —           | —     | —     | 22    | 0     |
| Estudiantes        | 2016–17           | Primera División   | 0      | 0      | —    | —     | 5           | 0           | —     | —     | 5     | 0     |
| Estudiantes total  | Estudiantes total | Estudiantes total  | 219    | 27     | —    | —     | 58          | 6           | 4     | 0     | 281   | 33    |
| Career total       | Career total      | Career total       | 483    | 61     | 24   | 3     | 137         | 13          | 13    | 1     | 657   | 78    |

1. ↑  Includes UEFA Super Cup (1999), Supercoppa Italiana (2000, 2005), League Cup (2001–2004), FIFA Club World Cup (2009), Recopa Sudamericana (2010)

### International
| National team | Year  | Apps | Goals |
| ------------- | ----- | ---- | ----- |
| Argentina     | 1996  | 1    | 0     |
| Argentina     | 1997  | 8    | 1     |
| Argentina     | 1998  | 13   | 0     |
| Argentina     | 1999  | 4    | 1     |
| Argentina     | 2000  | 10   | 3     |
| Argentina     | 2001  | 8    | 2     |
| Argentina     | 2002  | 6    | 1     |
| Argentina     | 2003  | 5    | 1     |
| Argentina     | 2004  | 0    | 0     |
| Argentina     | 2005  | 0    | 0     |
| Argentina     | 2006  | 0    | 0     |
| Argentina     | 2007  | 5    | 0     |
| Argentina     | 2008  | 1    | 0     |
| Argentina     | 2009  | 6    | 0     |
| Argentina     | 2010  | 5    | 0     |
| Total         | Total | 72   | 9     |

Scores and results list Argentina's goal tally first, score column indicates score after each Verón goal.
| # | Ngày                | Địa điểm                                              | Đối thủ   | Bàn thắng | Kết quả | Giải đấu                 |
| - | ------------------- | ----------------------------------------------------- | --------- | --------- | ------- | ------------------------ |
| 1 | 6 tháng 7 năm 1997  | Sân vận động Defensores del Chaco, Asunción, Paraguay | Paraguay  | 2–0       | 2–1     | Vòng loại World Cup 1998 |
| 2 | 4 tháng 9 năm 1999  | El Monumental, Buenos Aires, Argentina                | Brasil    | 1–0       | 2–0     | Giao hữu                 |
| 3 | 29 tháng 3 năm 2000 | El Monumental, Buenos Aires, Argentina                | Chile     | 2–1       | 4–1     | Vòng loại World Cup 2002 |
| 4 | 29 tháng 3 năm 2000 | El Monumental, Buenos Aires, Argentina                | Chile     | 3–1       | 4–1     | Vòng loại World Cup 2002 |
| 5 | 3 tháng 9 năm 2000  | Sân vận động Quốc gia, Lima, Peru                     | Perú      | 2–0       | 2–1     | Vòng loại World Cup 2002 |
| 6 | 28 tháng 3 năm 2001 | El Monumental, Buenos Aires, Argentina                | Venezuela | 3–0       | 5–0     | Vòng loại World Cup 2002 |
| 7 | 15 tháng 8 năm 2001 | Sân vận động Olympic Atahualpa, Quito, Ecuador        | Ecuador   | 1–0       | 2–0     | Vòng loại World Cup 2002 |
| 8 | 27 tháng 3 năm 2002 | Genève, Thụy Sĩ                                       | Cameroon  | 1–0       | 2–2     | Giao hữu                 |
| 9 | 20 tháng 8 năm 2003 | Sân vận động Artemio Franchi, Firenze, Ý              | Uruguay   | 1–1       | 3–2     | Giao hữu                 |

## Danh hiệu

### Câu lạc bộ

#### Estudiantes
- Primera B Nacional: 1994–95
- Primera División: 2006 Apetura, 2010 Apertura
- Copa Libertadores: 2009

#### Parma
- Coppa Italia: 1998–99
- UEFA Cup: 1998–99

#### Lazio
- Serie A: 1999–2000
- Coppa Italia: 1999–2000
- Supercoppa Italiana: 2000
- UEFA Super Cup: 1999

#### Manchester United
- Premier League: 2002–03

#### Inter Milan
- Serie A: 2005–06
- Coppa Italia: 2004–05, 2005–06
- Supercoppa Italiana: 2005

### Cá nhân
- FIFA World Cup All-Star Team: 1998 (dự bị)
- ESM Team of the Year: 1999–2000
- Premier League Player of the Month: September 2001
- FIFA 100
- Footballer of the Year of Argentina: 2006, 2009
- South American Team of the Year: 2006, 2008, 2009, 2010
- South American Footballer of the Year: 2008, 2009
- Copa Libertadores Most Valuable Player: 2009
- FIFA Club World Cup Silver Ball: 2009
- Konex Award Merit Diploma as 1 trong năm cầu thủ xuất sắc nhất thập kỉ ở Argentina: 2010